# 中正路 (新竹市)

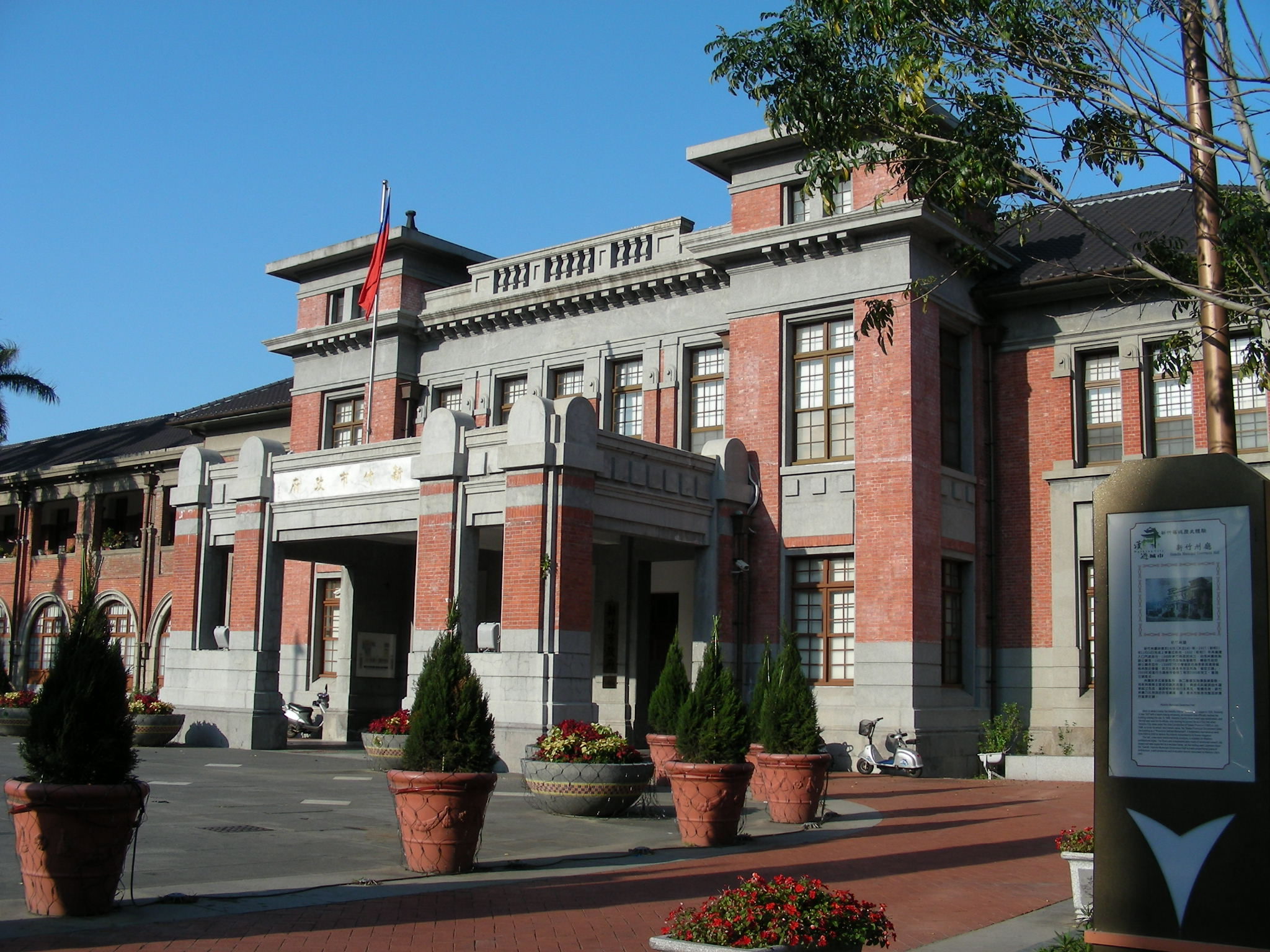
中正路上新竹州廳（今新竹市政府）外觀

中正路，為臺灣新竹市市中心的主要道路，為1913年（大正2年）市區改正修建的街道。其在中正里境的路段，是利用竹塹石城東牆拆除後的地基興建。大致呈西北-東南向，總長約3公里。東南接中華路二段；西北銜接吉羊路。日治時期的驛前大道從新竹驛經迎曦門、新竹州廳通往新竹機場。是新竹市市中心內部連結以及進出機場重要聯絡道路。此地段一直都是竹苗地區的地王。

## 沿經行政區域
(由東南至西北)
- 東區
- 北區

## 歷史

### 日治時期
在清治時期，北台灣的行政中心──淡水廳廳治位於新竹，清治後期竹塹的聚落中心為北門大街。日治時期施行「市區改正」，東門城地區（今中正路附近）被劃為日人的住宅區與商業重心，當時建造的驛前大道（今中正路），連結新竹新竹驛、東門城、新竹州廳、新竹神社、新竹機場五個重要的城市地標，將其塑造為城市的軸線，取代了隔壁北門大街而成為城市的中心。

### 二次戰後
戰後初期，此一道路為新竹市市中心最寬敞的街道，被命名為中正路,且
1953年（民國42年），改為縣轄市，行政中心新竹市公所址曾短暫位於中正路上。兩年後遷移至林森路。1989年，新竹市政府(升一級 為省轄市)遷入中正路原新竹州廳建築辦公。

### 現代
中正路一直是新竹市中心幹道，往來新竹市區的區域交通大多經過中正路，苗栗客運、新竹客運、行至新竹市區的國道客運皆在中正路設立新竹端點站。新竹客運與太平洋崇光百貨合資興建Sogo百貨於新竹車站前。中信飯店以及遠東百貨也曾經位於中正路上。

## 車道配置
- 中華路二段－成功路／鐵道路三段：雙向各二車道
- 成功路／鐵道路三段－中正路626巷：雙向各一車道
- 中正路626巷－吉羊路：雙向各二車道

## 沿線設施
| - 新竹東門城（迎曦門） - 合作金庫商業銀行新竹分行（23號） - 彰化商業銀行新竹分行（63號） - 新竹市文化局影像博物館（65號） - 凱基商業銀行風城分行（59號） - 新竹市政府警察局（中山路1號） - 農業部林業及自然保育署新竹分署（中山路2號） - 新竹市政府（120號） - 新竹市議會（122號） - 新竹地方法院新竹簡易庭（136號） - 兆豐國際商業銀行北新竹分行（129號） | - 台北富邦商業銀行新竹分行（141號） - 中國信託商業銀行新竹分行（158號） - 新竹福華大飯店（178號） - 日盛國際商業銀行光復分行（225號） - 遠東國際商業銀行新竹經國分行（經國路二段100號） - 新竹市中正市場（245號） - 渣打銀行中正分行（326號） - 新竹市第三信用合作社中正分社（313號） - 國軍桃園總醫院新竹分院（武陵路3號） - 新竹空軍基地（正門） |

## 周邊景點
- 十七公里海岸線
- 北門街商圈